# Millingtonia
Millingtonia, monotipski biljni rod iz porodice katalpovki smješten u tribus Oroxyleae. Jedina je vrsta M. hortensis,  drvo iz jugoistočne Azije

## Etimologija
Rod je dobio ime po Thomasu Millingtonu koji je bio inspiracija Carlu Linnaeusu Mlađem koji je prvi opisao rod. Specifični epitet 'hortensia' potječe od 'hortensis' i 'hortus' što je na latinskom povezano s vrtom.

## Opis
16 do 30 metara visoko drvo autohtono u Indiji, južnoj Kini, Indokini, Maleziji, Indoneziji. Kora blijedo smeđa, plutasta. Listovi 2-3 perasti, nasuprotni; pera 11-17 pari, nasuprotnih, neparnoperastih; listića 3-5, nasuprotnih; lamina jajolika ili eliptično-jajasta, rub cio ili grubo nazubljen. Cvjetovi dvospolni, bijeli, u završnim štitastim metlicama; čaška kupasta, puberulozna; režnjeva 5; cijev vjenčića uzak, valjkast, grlo široko; režnjeva 5; prašnika 4, didinamna; prašnici duguljasti; jajnik gornji, ovula mnogo; stil vitak; stigma 2-režnjevita. Plod produžena čahura; sjemena mnogo, krilato.

## Ljekovitost i upotreba
Ukrasno drvo. Cvjetni pupoljci koriste se u liječenju astme, upale sinusa, kao sredstvo protiv žuči i tonik. Cvjetovi se koriste u ritualima. Cvjetovi se dodaju duhanu za pušenje kao lijek za bolesti grla. Stabljika također ima veliku ljekovitu vrijednost kao tonik za pluća i bolesti kašlja. Kora se koristi kao žuta boja. Lišće i korijenje koristi se kao antiastmatično i antimikrobno djelovanje. Cijela biljka pokazuje antipiretska, antituberkulozna, antimikrobna, larvicidna, antimutagena, antikancerogena, antifungalna svojstva.

## Sinonimi
- Bignonia azedarachta J.Koenig; Ann. Bot. (König & Sims) 1: 578 (1805)
- Bignonia cicutaria J.Koenig ex Mart.; Denkschr. Königl. Akad. Wiss. München 6: 153 (1820)
- Bignonia hortensis (L.f.) Oken; Allg. Naturgesch. 3: (2) 1009 (1841)
- Bignonia suberosa Roxb.; Pl. Coromandel 3: 11 (1811), nom. superfl.
- Millingtonia dubiosa Span.; Linnaea 15: 326 (1841)
- Nevrilis suberosa Raf.; Sylva Tellur.: 138 (1838), nom. superfl.

## Galerija
- M. hortensis
- M. hortensis
- M. hortensis
- M. hortensis